# Sofía Ímber
Sofía Ímber Barú (Soroca, 8 de maig de 1924 - Caracas, 20 de febrer de 2017) fou una periodista i promotora d'art veneçolana d'origen moldau, fundadora del Museu d'Art Contemporani de Caracas.

## Biografia
Filla de Naum Ímber i Ana Barú, va arribar a Veneçuela El 1930, mentre la seva família buscava millorar la seva precària situació econòmica. No obstant això, els seus pares li van brindar una bona educació tant a ella com a la seva germana Lya, qui ostenta la distinció d'haver estat la primera dona a graduar-se com a metge a Veneçuela.
Va ser una avantatjada estudiant a la seva escola i batxillerat, i va demostrar des de molt jove els seus dots periodístics i artístics. Durant els anys quaranta Sofía Ímber va estudiar tres anys de medicina a la Universitat dels Andes abans de retirar-se i tornar a Caracas. Ja a Caracas, va realitzar diverses publicacions nacionals i internacionals, i va col·laborar en diversos articles de diaris i revistes de Veneçuela, Mèxic, Colòmbia i Argentina per més de cinquanta anys.
Sofía va contreure núpcies amb l'escriptor Guillermo Meneses el 1944. D'aquest matrimoni van néixer quatre fills: Sara, Adriana, Daniela i Pedro Guillermo. Amb Meneses, va viatjar a Europa en la seva qualitat de membre del servei diplomàtic del govern del general Marcos Pérez Jiménez i va ser allí on la parella va entaular relacions amb intel·lectuals d'esquerra i artistes veneçolans agrupats sota el nom dels dissidents, entre els quals es trobava el pintor i escultor Alejandro Otero. En tornar a Veneçuela es divorcia i juntament amb el seu segon espòs Carlos Rangel, un reconegut intel·lectual liberal, va començar a realitzar el programa de televisió Buenos días, que es va transmetre per Venevisión, dins del maratònic matutí Buenos Días Venezuela, que competia amb Lo de Hoy (RCTV). També va produir i conduir el programa televisiu Sólo con Sofía i el programa de ràdio La Venezuela Posible. Així mateix, va treballar per reconeguts diaris veneçolans: El Nacional, El Universal, Últimas Noticias i Diario 2001. El 1971 compila els seus articles de premsa sota el títol de Yo la intransigente (Tiempo Nuevo, Buenos Aires).

### El MACCSI

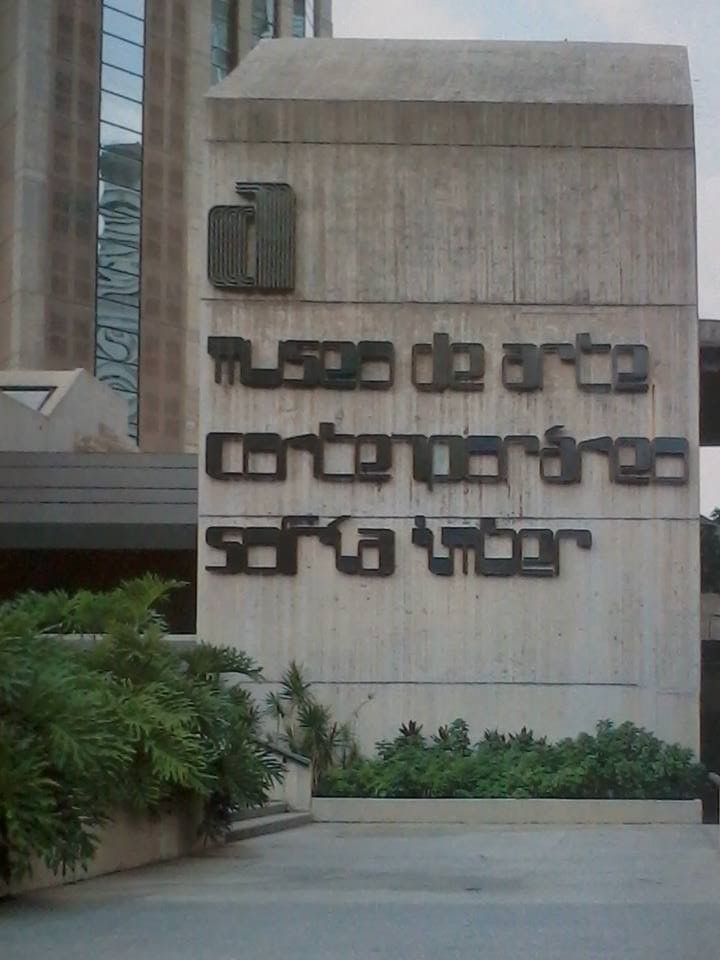
Entrada del Museu d'Art Contemporani quan encara duia el nom de Sofía Ímber

El 1973, Sofía Ímber va fundar i dirigir el Museu d'Art Contemporani de Caracas Sofia Imber (MACCSI), actualment el Museu d'Art Contemporani de Caracas (MACC), on s'exhibeix una col·lecció permanent al voltant de quatre mil obres, considerada la millor col·lecció d'art contemporani d'Amèrica Llatina. Per gairebé trenta anys, Sofía va estar al capdavant del museu, que va dirigir fins que va ser destituïda durant una transmissió del programa de televisió Aló Presidente pel president de Veneçuela Hugo Chávez. En aquell moment, el pintor i escultor colombià Fernando Botero va enviar cartes de protesta en la seva consideració. És conegut que, amb prou feines passada la destitució de Sofía Ímber, van començar a desaparèixer obres del MACC. La més notable d'aquestes pèrdues va ser el furt del quadre d'Henri Matisse Odalisca amb Pantalons Vermells i que va ser substituït amb una còpia en el marc original. Aquesta substitució va ser descoberta pel galerista veneçolà Genaro Ambrosino, que va denunciar la venda de la pintura en el cercle d'art de Miami. El quadre va ser recuperat el 17 de juliol de 2012 en un hotel de Miami per agents encoberts del FBI. Odalisca amb Pantalons Vermells va poder desaparèixer de la volta del MACC en una època d'«incertesa institucional», segons el llibre El rapto de la odalisca, que va publicar en 2009 la periodista veneçolana Marianela Balbi.

## Premis i reconeixements
Entre múltiples premis nacionals i internacionals, és l'única dona a qui se li ha atorgat el Premi Nacional de Periodisme de Veneçuela. També va rebre el Premi Nacional d'Arts Plàstiques de Veneçuela en reconeixement de la seva tasca d'estimuladora del procés creatiu a Veneçuela.
Entre les múltiples condecoracions i reconeixements que va rebre es troben l'Orde del Libertador (Veneçuela) i la Medalla Picasso, que atorga la Unesco, convertint-se en la primera llatinoamericana a rebre aquest premi. Ha rebut així mateix la Legió d'Honor, en grau de cavaller, del govern francès; l'Àguila Asteca (Mèxic); la Creu de Boyacá (Colòmbia); l'Orde al Mèrit de la República Italiana; l'Orde de Maig (Argentina); l'Orde al Mèrit Docent i Cultural Gabriela Mistral (Xile); l'Orde de Río Branco (Brasil); l'Orde del Mèrit Civil (Espanya); la gran creu de l'Orde d'Isabel la Catòlica del govern espanyol i múltiples altres condecoracions internacionals.
La Universitat Catòlica Andrés Bello va crear la Sala de Recerca Sofía Ímber i Carlos Rangel, i posteriorment va instaurar la càtedra de periodisme Sofía Ímber. La sala de recerca va digitalitzar totes les entrevistes que Ímber i Rangel van realitzar durant el seu programa Buenos Días. Aquest arxiu periodístic és reconegut com a inavaluable al món de la comunicació social veneçolana.
El 2012, la investigadora Arlette Machado va publicar Mil Sofía (Libros Marcados), una retrat-entrevista on Sofía relata la seva vida i trajectòria professional.
Sofía Ímber va donar la seva biblioteca personal a la Universitat Catòlica Andrés Bello el juny de 2014. La col·lecció consta d'uns 14 mil exemplars, els quals seran protegits al Centre Cultural Padre Carlos Guillermo Plaza d'aquest centre d'estudis.
L'any 2014, va rebre la Medalla Paéz a les Arts que atorga The Venezuelan American Endowment for the Arts.